# Uwe Braunschweig
Uwe Braunschweig (* 19. Mai 1949; † 14. November 2013) war ein deutscher Handballspieler, der mit dem VfL Gummersbach in der Bundesliga spielte.

## Leben
Uwe Braunschweig spielte ab seinem neunten Lebensjahr Handball beim VfL Gummersbach. Von 1967 bis 1975 stand er im Kader der Bundesligamannschaft vom VfL. Mit Gummersbach gewann der Kreisläufer 1969, 1973, 1974 und 1975 die deutsche Meisterschaft sowie 1970, 1971 und 1974 den Europapokal der Landesmeister.
Für den Gewinn des Europa-Pokals der Landesmeister 1970 erhielt er am 6. Mai 1970 das Silberne Lorbeerblatt.
Beim VfL war er nach seiner aktiven Karriere von 1987 bis 1991 als stellvertretender Vorsitzender der Handballabteilung tätig. Im Jahre 2004 übernahm Braunschweig das Amt des Geschäftsführers und wechselte ein Jahr später in den Aufsichtsrat. Er verstarb am 14. November 2013 im Alter von 64 Jahren.